# ريوفريدو
ريوفريدو (بالإنجليزية: Riofreddo)‏ عرفت بأنها بلدية تقع في مدينة روما الحضارية في منطقة لازيو الإيطالية، وتبعد حوالي 45 كيلومتر (28 ميل) شمال شرق روما، والاسم مشتق من الكملة اللاتينية «ريفوس فريجيدوس» وتعني «النهر البارد» أو «التيار البارد».
وتقع ريوفريدو على حدود البلديات الأتية: ارسولي، تشينيتو رومانو، اوريكولا، روفيانو، فالينفردا.

## روابط خارجية
- متحف الثقافات في ريوفريدو